# Cratere Emerald
Emerald è un cratere sulla superficie di 2867 Šteins.